# Поромес
Поромес— деревня в составе городского округа Ухта республики Коми.

## Географическое положение
Деревня расположена в 68 километрах  на север от города Ухта.Подъезд к деревни в зимнее время осуществляется по автозимнику, в летнее время по автомобильной дороги через село Кедвавом. Вдоль границы деревни с северо-восточной стороны протекает река Ижма.

## Климат
Климат умеренно-континентальный с коротким прохладным летом и продолжительной морозной зимой. Климат формируется вблизи северных морей в условиях малого количества солнечной радиации и под воздействием интенсивного западного переноса. Особенностью климата является формирование неблагоприятных условий проживания, строительства и эксплуатации инженерных сооружений в зимний период. Зима длится 6 месяцев с октября по апрель. Преобладает устойчивая морозная погода с частыми снегопадами и метелями. Средняя температура января – 17,3ºС. Абсолютная минимальная температура воздуха (-49)ºС. Лето длится три месяца с июня по август с преимущественно прохладной и пасмурной погодой. В течение всего лета возможны заморозки, а также периоды засушливой, жаркой погоды. Средняя температура июля +12,1ºС. Абсолютный максимум равен +35ºС.

## История
Деревня возникла в период 1763-1782 годов.

## Население
Постоянное население 146 человек (коми 95%),  104 человека (2010, перепись).